# اليانور براون
اليانور براون (بالإيطالية: Eleonora Brown)‏ هي ممثلة إيطالية، ولدت في 22 أغسطس 1948 في إيطاليا.

## أعمال

### أفلام
- (1960) امرأتان

## وصلات خارجية
- اليانور براون على موقع IMDb (الإنجليزية)
- اليانور براون على موقع ألو سيني (الفرنسية)
- اليانور براون على موقع قاعدة بيانات الأفلام السويدية (السويدية)
- اليانور براون على موقع قاعدة بيانات الفيلم (الإنجليزية)
- اليانور براون على موقع كينوبويسك (الروسية)